# El cas Fischer
El cas Fischer (títol original en anglès: Pawn Sacrifice) és una pel·lícula dramàtica de caràcter biogràfic de 2014, dirigida per Edward Zwick i guionitzada per Steven Knight. Entre el repartiment hi ha Tobey Maguire en el paper de Bobby Fischer, Liev Schreiber com a Borís Spasski, Peter Sarsgaard com a William Lombardy i Lily Rabe com a intèrpret de Joan Fischer. La data fixada per a la seva estrena als Estats Units va ser el 18 de setembre de 2015. La pel·lícula es va doblar al català.

## Sinopsi
En una història englobada en el marc de la Guerra Freda, el nord-americà Bobby Fischer (interpretat per Tobey Maguire), un prodigi dels escacs, queda atrapat entre dues superpotències quan s'enfronta a la Unió Soviètica. El film relata la preparació de Fischer per al seu enfrontament amb el campió rus Borís Spasski, que es va disputar en 1972. La partida, duta a terme entre escaquistes de les dues potències enfrontades en el conflicte global, va aconseguir captar l'atenció del món gràcies als dots escaquístics de tots dos jugadors.

## Repartiment
- Tobey Maguire, com a Bobby Fischer.
- Liev Schreiber, com a Borís Spasski.
- Lily Rabe, com a Joan Fischer.
- Peter Sarsgaard, com a William Lombardy.
- Michael Stuhlbarg, com a Paul Marshall.
- Sophie Nélisse, com a Joan de jove.
- Robin Weigert, com a Regina Fischer.
- Seamus Davey-Fitzpatrick, com a Bobby Fischer d'adolescent.
- Aiden Lovekamp, com a Bobby Fischer de jove.
- Conrad Pla, com a Carmine Nigro.
- Évelyne Brochu, com a Donna.
- Katie Nolan, com a Maria.
- Edward Zinoviev, com a Efim Geller.

## Producció
La producció del film va començar a principis d'octubre de 2013 a Reykjavík, Islàndia. A mitjan aquest mes, es va iniciar un període de quaranta-un dies de rodatge a Mont-real, Canadà, d'on es va traslladar a Los Angeles l'11 de desembre d'aquest mateix any.

## Estrena
L'estrena de la pel·lícula es va produir oficialment l'11 de setembre de 2014, en el marc del Festival Internacional de Cinema de Toronto. Un dia abans, Bleecker Street Media s'havia fet amb els drets de distribució del film als Estats Units. La data d'estrena al públic al país nord-americà estava prevista pel 18 de setembre de 2015.

## Crítiques
Justin Chang, del setmanari Variety, va qualificar el film d'«eficaç» i va lloar la interpretació de Fischer per part de Tobey Maguire.